# Tour du Cameroun 2010
Le Tour du Cameroun 2010 est la 8e édition de cette course cycliste par étapes. Il s'est élancé le 15 février et s'est achevé le 26 février à Yaoundé.
Ce Tour est remporté par le Slovaque Milan Barényi.

## Présentation

### Parcours
Le parcours est long de 1218,7 km, divisé en 10 étapes.

### Équipes
Parmi les équipes au départ de la course, on peut noter :
- Douala Vélo Club (Cameroun)
- Renaissance Vélo Club (Cameroun)
- Équipe régionale du Centre (Cameroun)
- SNH Vélo Club (Cameroun)
- Team Allier (France)
- Middle Slovaquia (Slovaquie)

## La course
Le dimanche 21 février, les coureurs de trois équipes camerounaises (Douala Vélo Club, Renaissance Vélo Club et l'équipe régionale du Centre) bloquent la route lors de l'étape de Douala pour réclamer des primes de participation de 1 million FCFA par coureur. L'étape est annulée et le ministre des sports Michel Zoah doit intervenir pour attribuer des primes exceptionnelles de 250 000 FCFA par coureur et 300 000 FCFA pour leurs encadreurs.
La course est également marquée par la première victoire d'un rwandais sur une course internationale, Gasore Hategeka. Il est imité les jours suivants par son compatriote Abraham Ruhumuriza qui remporte deux étapes.
Aucun camerounais ne remporte d'étape.

## Résultats

### Étapes
| Étape     | Date            | Villes étapes           | Type | Distance (km) | Vainqueur d’étape  | Leader du classement général |
| --------- | --------------- | ----------------------- | ---- | ------------- | ------------------ | ---------------------------- |
| 1re étape | lun. 15 février | Mokong -                |      |               | Rasmané Ouédraogo  | Rasmané Ouédraogo            |
| 2e étape  | mar. 16 février | Figuil – Garoua         |      |               | Bassirou Konté     | Rasmané Ouédraogo            |
| 3e étape  | mer. 17 février | Ngaouyanga – Ngaoundéré |      | 78,5          | Gasore Hategeka    | Milan Barényi                |
| 4e étape  | ven. 19 février | Koutaba - Bafang        |      | 141,5         | Abraham Ruhumuriza |                              |
| 5e étape  | sam. 20 février |                         |      |               | Jozef Palčák       | Milan Barényi                |
| 6e étape  | dim. 21 février | Douala                  |      | 120           | annulée            | Milan Barényi                |
| 7e étape  | lun. 22 février | Bonabéri - Limbé        |      | 96            | Abraham Ruhumuriza | Milan Barényi                |
| 8e étape  | mar. 23 février | Douala - Kribi          |      | 164,2         | Ido Sirkin         |                              |
| 9e étape  | jeu. 25 février | Boumnyebel – Mbalmayo   |      | 132           | Erwan Lollierou    |                              |
| 10e étape | ven. 26 février | Mbalmayo – Yaoundé      |      | 109,4         | Kouamé Lokossué    | Milan Barényi                |

### Classement final
| Classement général | Classement général  | Classement général | Classement général | Classement général  |
|                    | Coureur             | Pays               | Équipe             | Temps               |
| ------------------ | ------------------- | ------------------ | ------------------ | ------------------- |
| 1er                | Milan Barényi       | Slovaquie          | Middle Slovaquia   | en 27 h 36 min 59 s |
| 2e                 | Vincent Graczyk     | France             | Team Allier        | + 0 min 38 s        |
| 3e                 | Martinien Tega      | Cameroun           |                    | + 1 min 23 s        |
| 4e                 | Damien Teku         | Cameroun           |                    | + 4 min 44 s        |
| 5e                 | Rasmané Ouédraogo   | Burkina Faso       |                    | + 7 min 39 s        |
| 6e                 | Yves Ngue Ngock     | Cameroun           |                    | + 8 min 26 s        |
| 7e                 | Abraham Ruhumuriza  | Rwanda             |                    | + 8 min 28 s        |
| 8e                 | Issiaka Fofana      | Côte d'Ivoire      |                    | + 9 min 20 s        |
| 9e                 | Nathan Byukusenge   | Rwanda             |                    | + 10 min 14 s       |
| 10e                | Nicodem Habiyambere | Rwanda             |                    | + 10 min 17 s       |
| modifier           |                     |                    |                    |                     |

### Classements annexes
Les vainqueurs des différents maillots distinctifs sont :
- Meilleur africain (maillot bleu) : Martinien Tega (SNH, Cameroun)
- Meilleur jeune (maillot blanc) : Rasmané Ouédraogo (Burkina Faso)
- Meilleur grimpeur (maillot à pois rouges) : Abraham Ruhumuriza (Rwanda)
- Classement par points (maillot vert) : Milan Barenyi (Middle Slovaquia, Slovaquie)
- Meilleur sprinter : Damien Teku (SNH, Cameroun)
- Maillot du fair-play : Hervé Mba (SNH, Cameroun)